# Łowiczki
Łowiczki ist eine Ortschaft mit einem Schulzenamt der Gemeinde Zator im Powiat Oświęcimski der Woiwodschaft Kleinpolen in Polen.

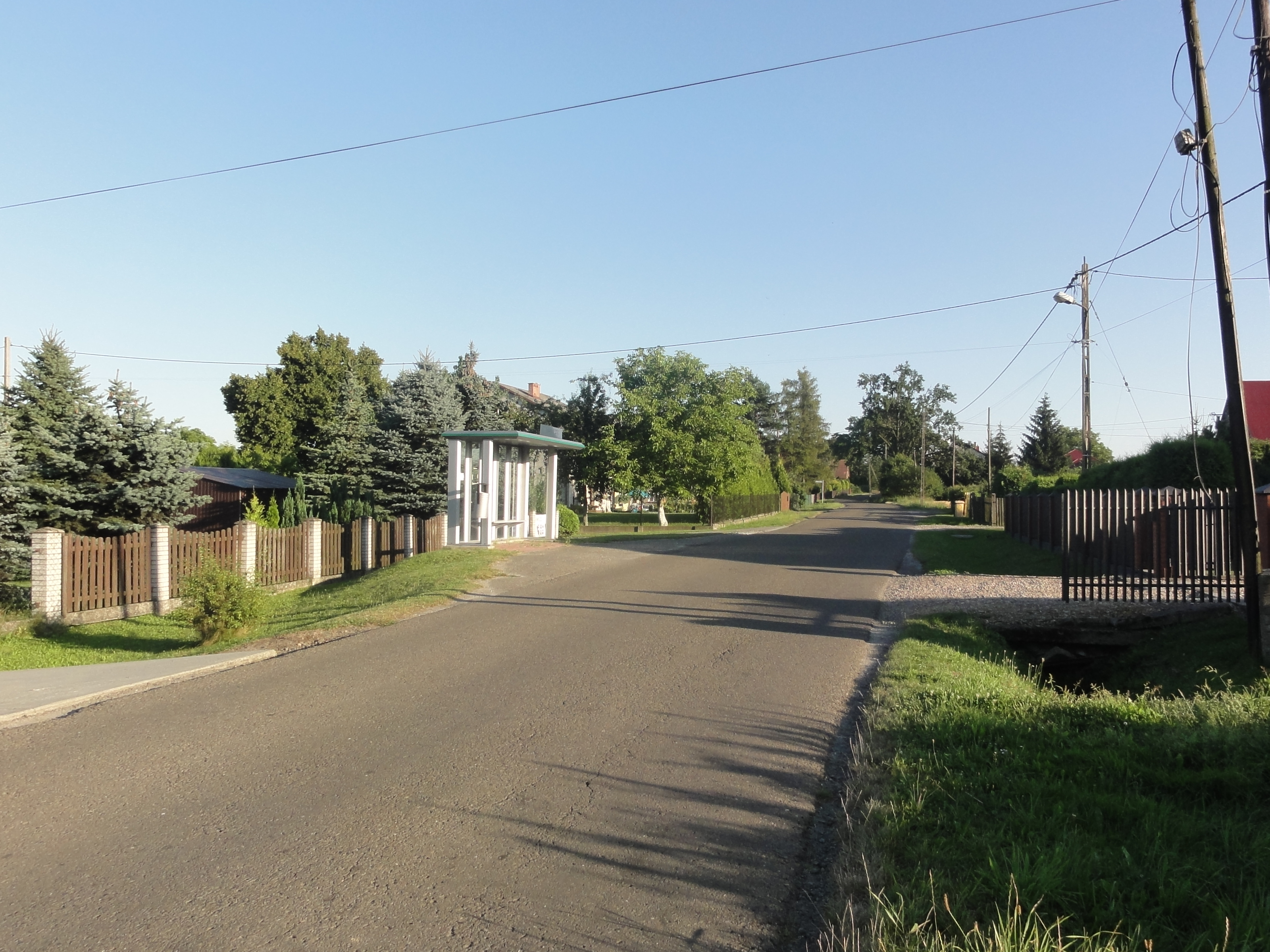
Dorfzentrum

## Geographie
Es hat eine Fläche von 320 ha.
Nachbarorte sind die Stadt Zator im Nordosten, Gierałtowiczki im Süden, Piotrowice im Westen, Przeciszów im Norden.

## Geschichte
Im Jahr 1399 erlaubte der Herzog Johan III. dem Vogt von Newenstadt (nördlich von Zator) das Wasser in Grenitz zu schöpfen. Der Name Granica bestand neben dem Namen Łowiczki bis zum 20. Jahrhundert und war mit der Grenze der Stadt Zator westlich der Teiche in Bugaj verbunden. Auf der österreichischen Karte von Friedrich von Mieg (1779–1783) wurden wenige Häuser an diesem Ort bezeichnet, aber auf der Franziszeischen Landesaufnahme um 1860 gab es an dieser Stelle einige Siedlungen, darunter Granica und Wowiczki im Norden. Zu dieser Zeit wurde Łowiczki als ein Weiler betrachtet. Der Name ist eine Pluralform des Personennamens *Łowiczek (vergleiche Łowiczyk, łowić – fischen).

## Persönlichkeiten
- Jan Stachura (* 1948), Radrennfahrer